# 3315 Chant
3315 Chant este un asteroid din centura principală, descoperit pe 8 februarie 1984 de Edward Bowell.